# Allium longifolium
Allium longifolium — вид трав'янистих рослин родини амарилісові (Amaryllidaceae), поширений на півдні США та в Мексиці.

## Опис
Трав'яниста багаторічна рослина, що дає 2–5 листків завдовжки 10–21 см і одну або кілька квіткових стебел висотою 15–30 см від підземної цибулини. 

## Поширення
Поширений на півдні США та в Мексиці.